# Man Overboard (banda)
Man Overboard es una banda de pop punk estadounidense de Mt. Laurel y Williamstown, Nueva Jersey, que comenzó en 2008. Desde entonces, han lanzado dos EP, un EP acústico, un split con la banda de pop punk de Boston Transit, una recopilación y cuatro discos de larga duración. Tomando la influencia de tales bandas de pop punk como Blink-182, Saves the Day y Taking Back Sunday, Man Overboard tocó una clase de pop punk optimista con la emoción de los 90 de bandas como The Promise Ring. la banda firmó en Rise Records. Son bien conocidos por su lema dentro de la escena pop punk de "defender el Pop Punk". El 28 de enero de 2016 se anunció un hiato en su sitio oficial.

## Historia

### Formación y EP (2008-2009)
Man Overboard se formó por dos amigos de la infancia, Nik Bruzzese y Wayne Wildrick, cuando comenzaron a escribir canciones juntos en la pequeña colina de Estudios de Nik. El nombre del grupo está inspirado en la canción de Blink-182 del mismo nombre. Wildrick invitó a Zac Eisenstein, quien en ese momento era el vocalista de la banda The Front Page, donde Wildrick era también un miembro, cantando y tocando la guitarra . Justin Mondschein de la banda Bangarang! se lo invitó a tocar la batería, pero después de su salida fueron varios los bateristas a prueba para la banda, hasta que Justin Collier (otro miembro de The Front Page) se hizo cargo de la batería de tiempo completo. luego, se completó los miembros de la banda. Entraron en el estudio en 2008 para grabar su primer EP, Hung Up on Nothing. La banda realizó una gira nacional para promover el EP.
En noviembre de 2009, firmaron con Run for Cover Records con el que lanzaron un EP de tres canciones titulado, Dahlia, el cual fue producido por Jesse Cannon. Esto fue seguido por un split con Transit, en diciembre de 2009.

### Rise Records y álbum del mismo nombre (2010-2012)

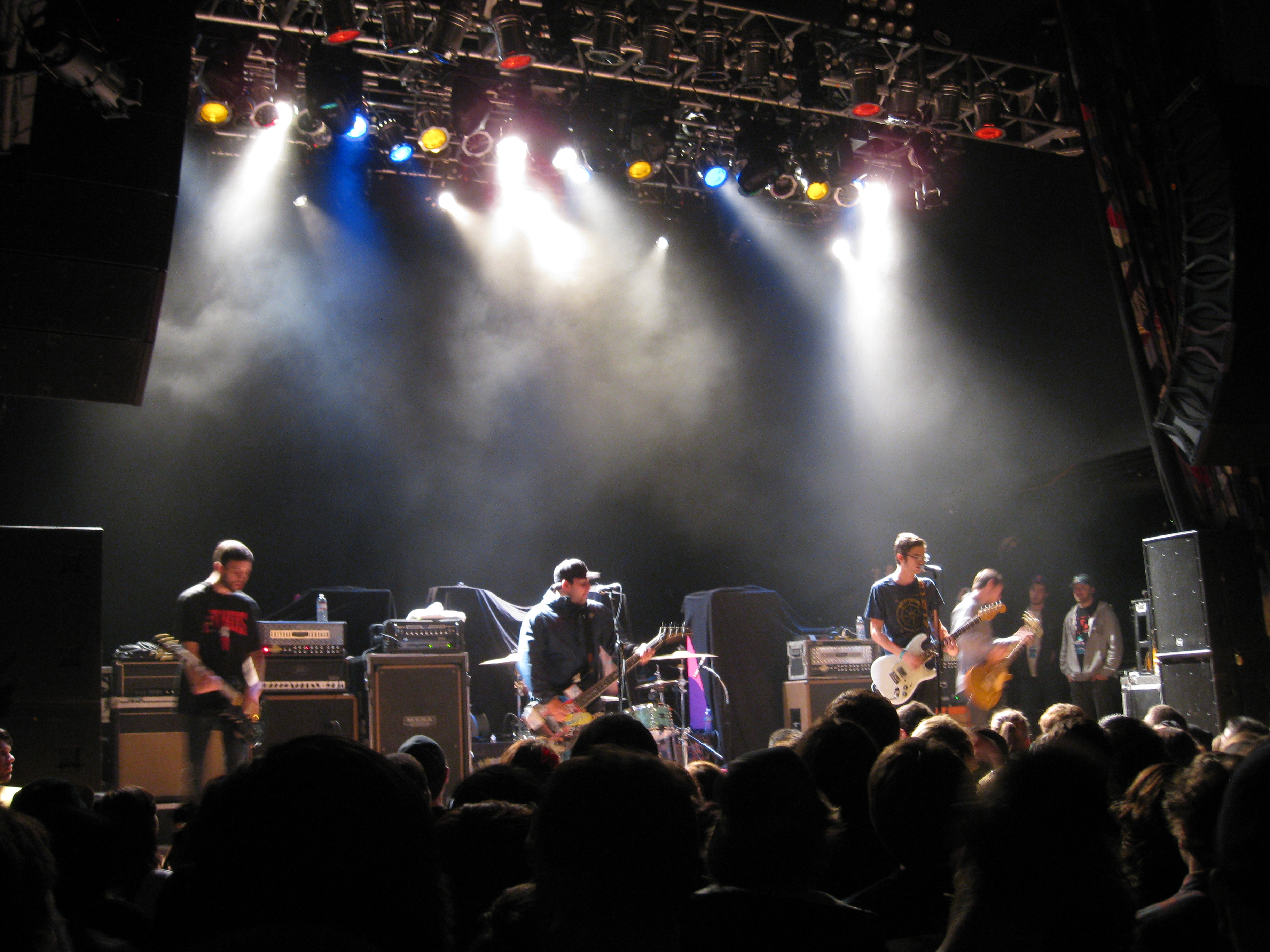
Man Overboard en 2011

En 2010, la compilación de 10 canciones, Before We Met: A Collection of Old Songs, con canciones de Hung Up on Nothing fue lanzado en los estudios de panic en febrero. La banda lanzó un EP acústico en Run for Cover, Noise from Upstairs, en marzo. Pero quizás su trabajo más aclamado hasta la fecha fue su álbum debut, Real Talk. Editado en CD, vinilo y formato digital el 20 de julio por Run for Cover Records. El álbum recogió una opinión favorable de absolutepunk quien lo llamó "el álbum de pop punk del verano", Amp Revista llamándolo "Un 5 estrellas, 10 de 10 de publicación. Debe ser escuchado en todos los aspectos" y el sitio web de Australia Killyourstereo llamándolo "el mejor álbum de pop punk de 2010" y la calificación que 98 de 100. Tras real Talk, Man Overboard recorrió los EE. UU. con bandas como The Wonder Years, The Swellers, Fireworks y Transit y Europa con Senses Fail, The Ghost Inside, Transit y All or Nothing.
El miembro fundador y guitarrista Wayne Wildrick dejó la banda en agosto de 2010 debido a razones personales. Entonces el baterista Justin Collier reemplazo Wildrick en la guitarra y Mike Hrycenko (que también estaba en The Front Page) se unió a la batería. En diciembre de 2010, Man Overboard firmó con Rise Records y anunció que dará a conocer su segundo álbum de larga duración con Rise así como Run for Cover en 2011. Antes de la publicación del disco, la banda haría otro LP recopilatorio mediante Run for Cover titulado The Human Highlight Reel, que cuenta con la Dahlia, Noise from Upstairs, Real Talk B-Sides, un cover "Promise Ring "y dos nuevas canciones, así como un nuevo EP, titulado The Absolute Worst para Rise publicado el 22 de febrero de 2011. en abril de 2011, Wayne Wildrick volvió a la banda y afirmaron que el motivo de su salida en 2010 fue debido a la ansiedad. Que tocrá su primer show de vuelta en Bamboozle y Man Overboard continuará como una pieza 5.
En agosto de 2011, se anunció que su nuevo álbum sería homónimo y será lanzado en Rise Records el 27 de septiembre También lanzaron la lista de canciones y la portada del álbum. Se confirmó en julio de 2011, que se añadió a la banda en el acto de apertura del Pop Punks Not Dead Tour este otoño encabezado por New Found Glory. Otros actos de apertura incluyen Set Your Goals, The Wonder Years, y This Time Next Year. En diciembre de 2011, Man Overboard actuó como apoyo directo a la banda emo The Early November en varios de sus shows de reunión en el este de los Estados Unidos.
Para la primera mitad de 2012, Man Overboard estuvo de gira por los Estados Unidos y Europa, con muchas bandas diferentes, incluyendo Trapped Under Ice, The Story So Far, Save Your Breath, and Handguns. El 4 de enero de 2012, se confirmó que la banda tocará en todo el 2012 Vans Warped Tour. El baterista Mike Hrycenko no se unió a Man Overboard por su actuación en el Pop Punk the Vote Tour. Man Overboard anunció que se han separado con Mike Hrycenko durante la gira PPTV. Se fue en buenos términos, indicando que estaba persiguiendo un título universitario.
Una reedición del álbum del mismo nombre salió a la venta el 3 de julio y contó con cinco pistas - una versión remasterizada de "Love Your Friends, Die Laughing",, una versión completa de "Dear You", y versiones alternativas de "real Talk", Not the First" y "Atlas" (estos cuatro últimos grabados en Panda Studios). La banda pasó el otoño de 2012 recorriendo la costa este con la banda de pop-punk Major League, recorriendo la costa oeste con Taking Back Sunday y Bayside y recorriendo el Reino Unido con New Found Glory por el Warped de Reino Unido.

### Heart Attack (2012–2014)
Se anunció como una sorpresa que a finales de febrero, durante el invierno, la banda había grabado todo un nuevo disco. Este anuncio se produjo tras la noción de que Man Overboard, comúnmente reconocidos como "particularmente frecuentes" con la publicación de la música para sus fanes, había sido relativamente tranquila durante el año pasado. Man Overboard anuncio la fecha de lanzamiento de su tercer álbum de estudio titulado Heart Attack, el álbum fue fijado para ser lanzado el 28 de mayo de 2013. La banda lanzó su primera canción del álbum, "White Lies", el 12 de marzo a través del canal de YouTube de Rise Records. la siguiente canción titulada "Open Season" fue lanzado el 9 de abril, con Geoff Rickly de la banda de post-hardcore Thursday. la banda lanzó un video musical para la canción "Where I Left You "el 24 de abril a través del canal de YouTube de Rise Recordse.
La banda lanzó Heart Attack el 28 de mayo a través de Rise Records. Heart Attack recibió críticas generalmente positivas de los críticos, así como la apertura en la posición # 46 en el Billboard Top 200 con más de 8.100 copias vendidas en su primera semana, convirtiéndose en el álbum que alcanzó el puesto más alto de la banda hasta la fecha. La banda tocó en todo la edición de 2013 del Vans Warped Tour durante todo el verano y el 5 de agosto de 2013, se confirmó que la banda se embarcará en la gira Glamour Kills con Mayday Parade en otoño de 2013. El 20 de enero de 2014, se anunció que la banda sería un apoyo directo de All Time Low en el "A Love Like Tour" en los Estados Unidos, junto con Handguns. La gira comenzó el 28 de marzo de 2014 en Richmond, Virginia, y terminó el 3 de mayo de 2014 en Baltimore, Maryland. El 3 de marzo de 2014, la banda lanzó un vídeo musical para "How to Hide Your Feelings", a través del sitio de la Red Bull Music. Su nuevo EP, Passing Ends fue publicado el 27 de octubre de 2014.

## Heavy Love
El 10 de mayo de 2015, la banda anunció su nuevo disco Heavy Love, fue lanzado el 30 de junio de 2015. Al día siguiente, el 11 de mayo de 2015, la banda lanzó tres pistas (Borderline, Splinter, y Now That you're Home ) del disco con videos en su canal de YouTube. El 3 de junio de 2015, la banda lanzó un video para otra canción del álbum llamado "Cliffhanger" y luego otro el 18 de junio de 2015 llamado "Reality Check". La banda promovió el nuevo álbum, "Heavy Love", durante la edición de 2015 del Vans Warped Tour. El 28 de enero de 2016, la banda anunció que harían un hiato.

## Miembros
| Miembros actuales - Zac Eisenstein: voz, guitarra rítmica, Piano (2008-presente) - Wayne Wildrick: guitarra líder (2008-2010,2011-presente) - Nik Bruzzese: bajo, segunda voz (2008-presente) - Justin Collier: guitarra rítmica(2010-presente), guitarra líder(2010-2011), batería(2009-2010) - Joe Talarico: batería (2012-presente) | Miembros antiguos - Justin Mondschein: voz, teclados, programación (2008) - Mike Hrycenko: bajo (2010-2012) |

## Discografía

### Álbumes de estudio
- Real Talk (Run for Cover Records, 2010)
- Man Overboard (Rise Records, 2011) n.º 181 US
- Heart Attack (Rise Records, 2013) n.º 46 US
- Heavy Love (Rise Records, 2015)

### Sencillos y EPs
- Hung Up on Nothing (autolanzamiento, 2008)
- Dahlia EP (Cobra Records, 2009)
- Split 7" with Transit (Pure Noise Records, 2009)
- Noise from Upstairs (Run for Cover Records, 2010)
- The Absolute Worst (Rise Records/Lost Tape Collective, 2011)
- Dead End Dreams (autolanzamiento, 2011)
- Passing Ends (Rude Records/Lost Tape Collective, 2014)
- Split 7" with Senses Fail (Pure Noise Records, 2015)

### Álbumes en vivo
- Live at Leeds 12/10 (autolanzamiento, 2010)

### Álbumes recopilatorios
- Before We Met: A Collection of Old Songs (Panic Records, 2010)
- The Human Highlight Reel (Run for Cover Records, 2011)

### Videos musicales
- "Montrose" (Run for Cover Records, 2011) – directed by Mel Soria
- "Something's Weird" (Rise Records, 2012)
- "Dead End Dreams" (Rise Records, 2012)
- "Where I Left You" (Rise Records, 2013)
- "How to Hide Your Feelings" (Rise Records, 2014) – directed by Eric Teti
- "Wide Awake" (Rise Records, 2014) – directed by Max Moore
- "For Vince" (Rise Records, 2014) – directed by Eric Teti
- "Borderline" (Rise Records, 2015)
- "Now That You're Home" (Rise Records, 2015)
- "Splinter" (Rise Records, 2015)
- "She's in Pictures" (Rise Records, 2015)

- Datos: Q4043670
- Multimedia: Man Overboard (band) / Q4043670